# Georg Hoffmann (lekarz)
Georg Hoffmann (ur. 1855, zm. 1930) – niemiecki lekarz, autor pierwszego przewodnika po Polanicy-Zdroju.

## Życiorys
Urodził się w 1855 roku jako drugi syn Wenzeslausa Hoffmanna, właściciela uzdrowiska w Polanicy-Zdroju od 1873 roku. Skończył studia medyczne. Z początkiem 1881 roku w majątku ojca ordynował jako lekarz zdrojowy dr Otto, którego w 1885 roku zastąpił dr Monse, a następnie Georg Hoffmann, który w tym czasie posiadał w miejscowości własną aptekę. Opracował on i opublikował w maju 1888 roku pierwszy informator i przewodnik uzdrowiskowy pod tytułem Bad Altheide in der Grafschaft Glatz (Schlesien), który zapoczątkował intensywną reklamę walorów leczniczych Polanicy-Zdroju. Zmarł w 1930 roku.